# NHL:s expansionsdraft 2021
NHL:s expansionsdraft 2021 var en expansionsdraft för den nordamerikanska ishockeyligan National Hockey League (NHL) när ligan expanderade från 31 medlemsorganisationer till 32 inför säsongen 2021–2022. Det lag som anslöt sig var Seattle Kraken och spelar i Pacific Division. Draften verkställdes den 21 juli 2021.

## Skyddade spelare
Alla existerande medlemsorganisationer utom Vegas Golden Knights, som inte deltog i expansionsdraften, skyddade en målvakt och antingen tre backar och sju forwards eller åtta utespelare (fritt antal backar och forwards) från att bli draftade av Kraken. Spelare med klausulen No Movement Clause (kan ej bli bortskickad till någon annan medlemsorganisation utan spelarens godkännande; bli nerflyttad till AHL/ECHL eller bli placerad på "Waivers".) i sina spelarkontrakt var per automatik placerad på listan över skyddade spelare. Spelarna hade dock rätt att upphäva sin NMC om de så önskade. Spelare som är långtidsskadade alternativt har spelat i NHL mindre än tre säsonger var automatisk skyddade och behövdes inte läggas på listan över skyddade spelare. Deadlinen för medlemsorganisationerna, att lämna in listorna, var den 18 juli kl. 17:00 (amerikansk östkusttid).

### Central Division
Spelare i kursiv stil innehar NMC i sina spelarkontrakt för säsongen 2021–2022.
Källa för skyddade spelare: 
| Positioner | Carolina Hurricanes | Chicago Blackhawks | Columbus Blue Jackets | Dallas Stars      | Detroit Red Wings | Florida Panthers      | Nashville Predators | Tampa Bay Lightning |
| ---------- | ------------------- | ------------------ | --------------------- | ----------------- | ----------------- | --------------------- | ------------------- | ------------------- |
| Målvakt    | Alex Nedeljkovic    | Kevin Lankinen     | Joonas Korpisalo      | Anton Chudobin    | Thomas Greiss     | Sergej Bobrovskij     | Juuse Saros         | Andrej Vasilevskij  |
| Backar     | Brett Pesce         | Caleb Jones        | Vladislav Gavrikov    | Miro Heiskanen    | Filip Hronek      | Aaron Ekblad          | Alexandre Carrier   | Erik Černák         |
| Backar     | Brady Skjei         | Connor Murphy      | Seth Jones            | John Klingberg    | Nick Leddy        | Gustav Forsling       | Mattias Ekholm      | Victor Hedman       |
| Backar     | Jaccob Slavin       | Riley Stillman     | Zach Werenski         | Esa Lindell       | Gustav Lindström  | MacKenzie Weegar      | Dante Fabbro        | Ryan McDonagh       |
| Backar     |                     |                    |                       |                   |                   |                       | Roman Josi          | Michail Sergatjov   |
| Backar     | Philippe Myers      |                    |                       |                   |                   |                       |                     |                     |
| Forwards   | Sebastian Aho       | Henrik Borgström   | Cam Atkinson          | Jamie Benn        | Tyler Bertuzzi    | Aleksandr Barkov, Jr. | Filip Forsberg      | Anthony Cirelli     |
| Forwards   | Jesper Fast         | Alex DeBrincat     | Oliver Bjorkstrand    | Radek Faksa       | Adam Erne         | Sam Bennett           | Tanner Jeannot      | Nikita Kutjerov     |
| Forwards   | Warren Foegele      | Brandon Hagel      | Boone Jenner          | Denis Gurjanov    | Robby Fabbri      | Anthony Duclair       | Luke Kunin          | Brayden Point       |
| Forwards   | Jordan Staal        | David Kämpf        | Patrik Laine          | Roope Hintz       | Dylan Larkin      | Patric Hörnqvist      |                     | Steven Stamkos      |
| Forwards   | Andrej Svetjnikov   | Patrick Kane       | Gustav Nyquist        | Joe Pavelski      | Michael Rasmussen | Jonathan Huberdeau    |                     |                     |
| Forwards   | Teuvo Teräväinen    | Dylan Strome       | Eric Robinson         | Aleksandr Radulov | Givani Smith      | Mason Marchment       |                     |                     |
| Forwards   | Vincent Trocheck    | Jonathan Toews     | Jack Roslovic         | Tyler Seguin      | Jakub Vrána       | Carter Verhaeghe      |                     |                     |

Spelare som har upphävt sin NMC för expansionsdraften:
- Målvakten Ben Bishop i Dallas Stars meddelade att han officiellt hade hävt sin NMC för expansionsdraften.[6]

### East Division
Spelare i kursiv stil innehar NMC i sina spelarkontrakt för säsongen 2021–2022. Källa för skyddade spelare: 
| Positioner | Boston Bruins    | Buffalo Sabres     | New Jersey Devils   | New York Islanders  | New York Rangers    | Philadelphia Flyers | Pittsburgh Penguins | Washington Capitals |
| ---------- | ---------------- | ------------------ | ------------------- | ------------------- | ------------------- | ------------------- | ------------------- | ------------------- |
| Målvakt    | Daniel Vladař    | Linus Ullmark      | Mackenzie Blackwood | Semjon Varlamov     | Aleksandr Georgijev | Carter Hart         | Tristan Jarry       | Ilja Samsonov       |
| Backar     | Brandon Carlo    | Rasmus Dahlin      | Ryan Graves         | Scott Mayfield      | Libor Hájek         | Ryan Ellis          | Brian Dumoulin      | John Carlson        |
| Backar     | Matt Grzelcyk    | Henri Jokiharju    | Damon Severson      | Adam Pelech         | Ryan Lindgren       | Ivan Provorov       | Kris Letang         | Dmitrij Orlov       |
| Backar     | Charlie McAvoy   | Rasmus Ristolainen | Jonas Siegenthaler  | Ryan Pulock         | Jacob Trouba        | Travis Sanheim      | Mike Matheson       | Trevor van Riemsdyk |
| Forwards   | Patrice Bergeron | Rasmus Asplund     | Jesper Bratt        | Mathew Barzal       | Pavel Butjnevitj    | Nicolas Aubé-Kubel  | Teodors Bļugers     | Nicklas Bäckström   |
| Forwards   | Charlie Coyle    | Anders Bjork       | Nico Hischier       | Anthony Beauvillier | Filip Chytil        | Sean Couturier      | Jeff Carter         | Lars Eller          |
| Forwards   | Jake DeBrusk     | Jack Eichel        | Janne Kuokkanen     | Cal Clutterbuck     | Chris Kreider       | Claude Giroux       | Sidney Crosby       | Jevgenij Kuznetsov  |
| Forwards   | Trent Frederic   | Casey Mittelstadt  | Michael McLeod      | Anders Lee          | Artemij Panarin     | Kevin Hayes         | Jake Guentzel       | Anthony Mantha      |
| Forwards   | Brad Marchand    | Victor Olofsson    | Jahor Sjaranhovitj  | Matt Martin         | Kevin Rooney        | Travis Konecny      | Kasperi Kapanen     | T.J. Oshie          |
| Forwards   | David Pastrňák   | Sam Reinhart       | Miles Wood          | Brock Nelson        | Ryan Strome         | Scott Laughton      | Jevgenij Malkin     | Daniel Sprong       |
| Forwards   | Craig Smith      | Tage Thompson      | Pavel Zacha         | Jean-Gabriel Pageau | Mika Zibanejad      | Oskar Lindblom      | Bryan Rust          | Tom Wilson          |

Spelare som har upphävt sin NMC för expansionsdraften:
- Vänsterforwarden Jeff Skinner i Buffalo Sabres meddelade att han officiellt hade hävt sin NMC för expansionsdraften.[7]

### North Division
Spelare i kursiv stil innehar NMC i sina spelarkontrakt för säsongen 2021–2022. Källa för skyddade spelare: 
| Positioner | Calgary Flames    | Edmonton Oilers     | Montreal Canadiens | Ottawa Senators  | Toronto Maple Leafs | Vancouver Canucks | Winnipeg Jets     |
| ---------- | ----------------- | ------------------- | ------------------ | ---------------- | ------------------- | ----------------- | ----------------- |
| Målvakt    | Jacob Markström   | Stuart Skinner      | Jake Allen         | Filip Gustavsson | Jack Campbell       | Thatcher Demko    | Connor Hellebuyck |
| Backar     | Rasmus Andersson  | Ethan Bear          | Ben Chiarot        | Thomas Chabot    | T.J. Brodie         | Olli Juolevi      | Josh Morrissey    |
| Backar     | Noah Hanifin      | Duncan Keith        | Joel Edmundson     | Victor Mete      | Justin Holl         | Tyler Myers       | Neal Pionk        |
| Backar     | Christopher Tanev | Darnell Nurse       | Jeff Petry         | Nikita Zajtsev   | Jake Muzzin         | Nate Schmidt      | Logan Stanley     |
| Backar     |                   |                     |                    | Morgan Rielly    |                     |                   |                   |
| Forwards   | Mikael Backlund   | Josh Archibald      | Josh Anderson      | Drake Batherson  | Mitch Marner        | Brock Boeser      | Kyle Connor       |
| Forwards   | Dillon Dubé       | Leon Draisaitl      | Joel Armia         | Connor Brown     | Auston Matthews     | Jason Dickinson   | Andrew Copp       |
| Forwards   | Johnny Gaudreau   | Zack Kassian        | Jake Evans         | Logan Brown      | William Nylander    | Bo Horvat         | Pierre-Luc Dubois |
| Forwards   | Elias Lindholm    | Connor McDavid      | Brendan Gallagher  | Nick Paul        | John Tavares        | J.T. Miller       | Nikolaj Ehlers    |
| Forwards   | Andrew Mangiapane | Ryan Nugent-Hopkins | Jesperi Kotkaniemi | Brady Tkachuk    |                     | Tyler Motte       | Adam Lowry        |
| Forwards   | Sean Monahan      | Jesse Puljujärvi    | Artturi Lehkonen   | Austin Watson    | Tanner Pearson      | Mark Scheifele    |                   |
| Forwards   | Matthew Tkachuk   | Kailer Yamamoto     | Tyler Toffoli      | Colin White      | Elias Pettersson    | Blake Wheeler     |                   |

Spelare som har upphävt sin NMC för expansionsdraften:
- Vänsterforwarden Milan Lucic i Calgary Flames meddelade att han officiellt hade hävt sin NMC för expansionsdraften i syfte att låta Flames maximera antalet skyddade utespelare.[9]
- Målvakten Carey Price i Montreal Canadiens meddelade att han officiellt hade hävt sin NMC för expansionsdraften i syfte att låta Canadiens skydda målvaktskollegan Jake Allen.[10]

### West Division
Spelare i kursiv stil innehar NMC i sina spelarkontrakt för säsongen 2021–2022. Källa för skyddade spelare: 
| Positioner |                     |                      |                    |                   |                       |                     |                   |
| Positioner | Anaheim Ducks       | Arizona Coyotes      | Colorado Avalanche | Los Angeles Kings | Minnesota Wild        | San Jose Sharks     | St. Louis Blues   |
| ---------- | ------------------- | -------------------- | ------------------ | ----------------- | --------------------- | ------------------- | ----------------- |
| Målvakt    | John Gibson         | Darcy Kuemper        | Philipp Grubauer   | Cal Petersen      | Kaapo Kähkönen        | Adin Hill           | Jordan Binnington |
| Backar     | Cam Fowler          | Kyle Capobianco      | Samuel Girard      | Drew Doughty      | Jonas Brodin          | Brent Burns         | Justin Faulk      |
| Backar     | Hampus Lindholm     | Jakob Chychrun       | Cale Makar         | Matt Roy          | Matt Dumba            | Erik Karlsson       | Torey Krug        |
| Backar     | Josh Manson         | Oliver Ekman Larsson | Devon Toews        | Sean Walker       | Jared Spurgeon        | Marc-Édouard Vlasic | Colton Parayko    |
| Forwards   | Nicolas Deslauriers | Lawson Crouse        | André Burakovsky   | Lias Andersson    | Joel Eriksson Ek      | Rūdolfs Balcers     | Ivan Barbasjov    |
| Forwards   | Max Jones           | Christian Dvorak     | Tyson Jost         | Viktor Arvidsson  | Kevin Fiala           | Logan Couture       | Jordan Kyrou      |
| Forwards   | Isac Lundeström     | Conor Garland        | Nazem Kadri        | Dustin Brown      | Marcus Foligno        | Jonathan Dahlén     | Ryan O'Reilly     |
| Forwards   | Rickard Rakell      | Clayton Keller       | Nathan MacKinnon   | Alex Iafallo      | Jordan Greenway       | Tomáš Hertl         | David Perron      |
| Forwards   | Jakob Silfverberg   | Phil Kessel          | Valerij Nitjusjkin | Adrian Kempe      | Ryan Hartman          | Evander Kane        | Brayden Schenn    |
| Forwards   | Sam Steel           | Johan Larsson        | Logan O'Connor     | Anže Kopitar      | Nico Sturm            | Kevin Labanc        | Oskar Sundqvist   |
| Forwards   | Troy Terry          | Nick Schmaltz        | Mikko Rantanen     | Trevor Moore      | Mats Zuccarello Aasen | Timo Meier          | Robert Thomas     |

Spelare som har upphävt sin NMC för expansionsdraften:
- Backen Erik Johnson i Colorado Avalanche meddelade att han officiellt hade hävt sin NMC för expansionsdraften.[11]

## Valda spelare
Kraken var tvungna att välja en spelare från vardera existerande medlemsorganisation utom Golden Knights och totalt minst tre målvakter, nio backar och 14 forwards. De var också tvungna att spendera mellan 60 och 100% av lönetaket från föregående säsong, vilket motsvarade 48,9–81,5 miljoner amerikanska dollar.

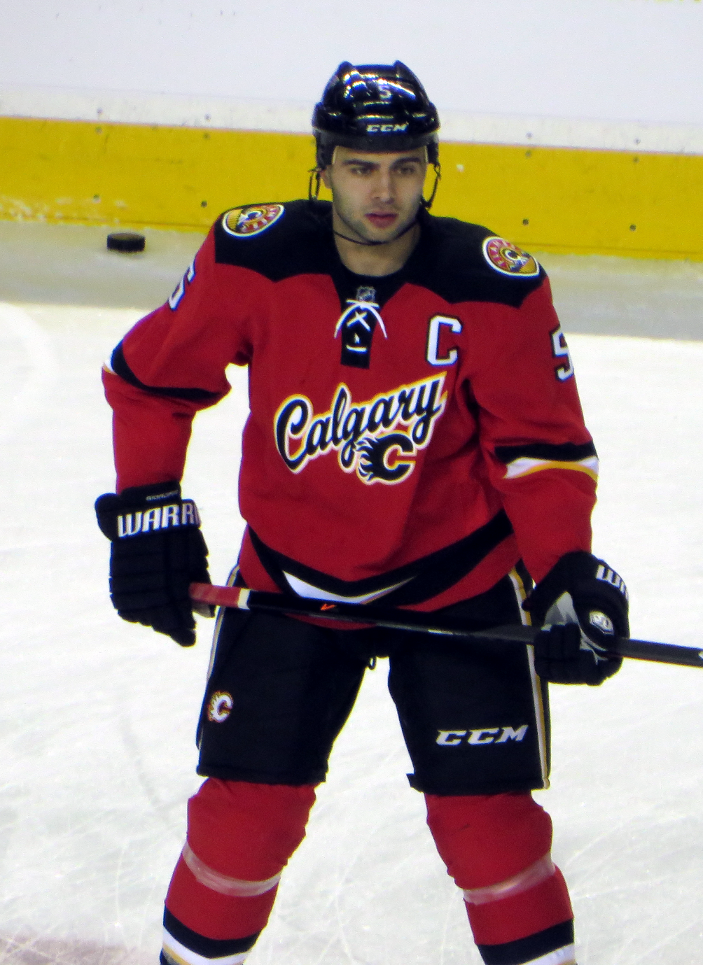
Mark Giordano.

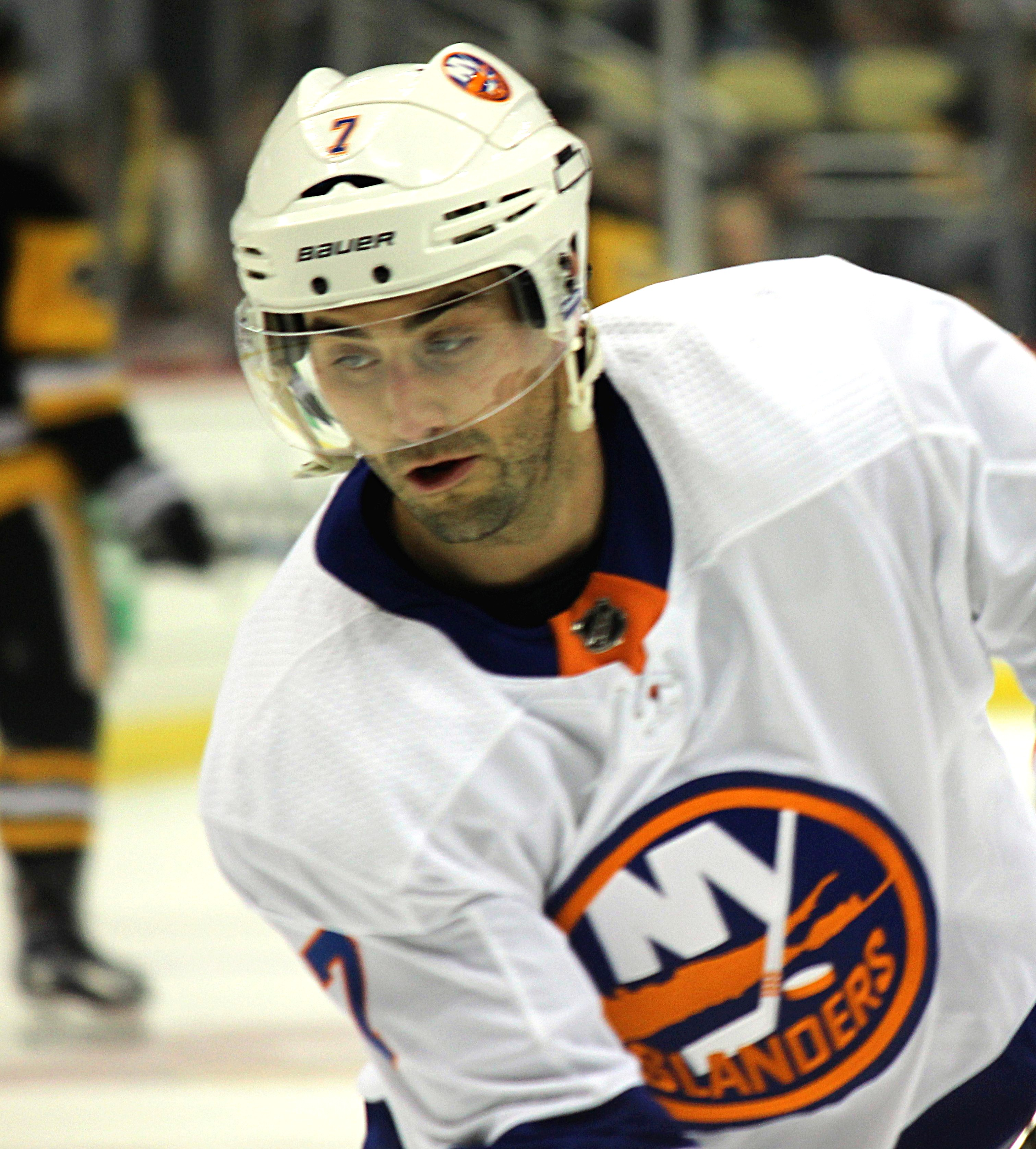
Jordan Eberle.

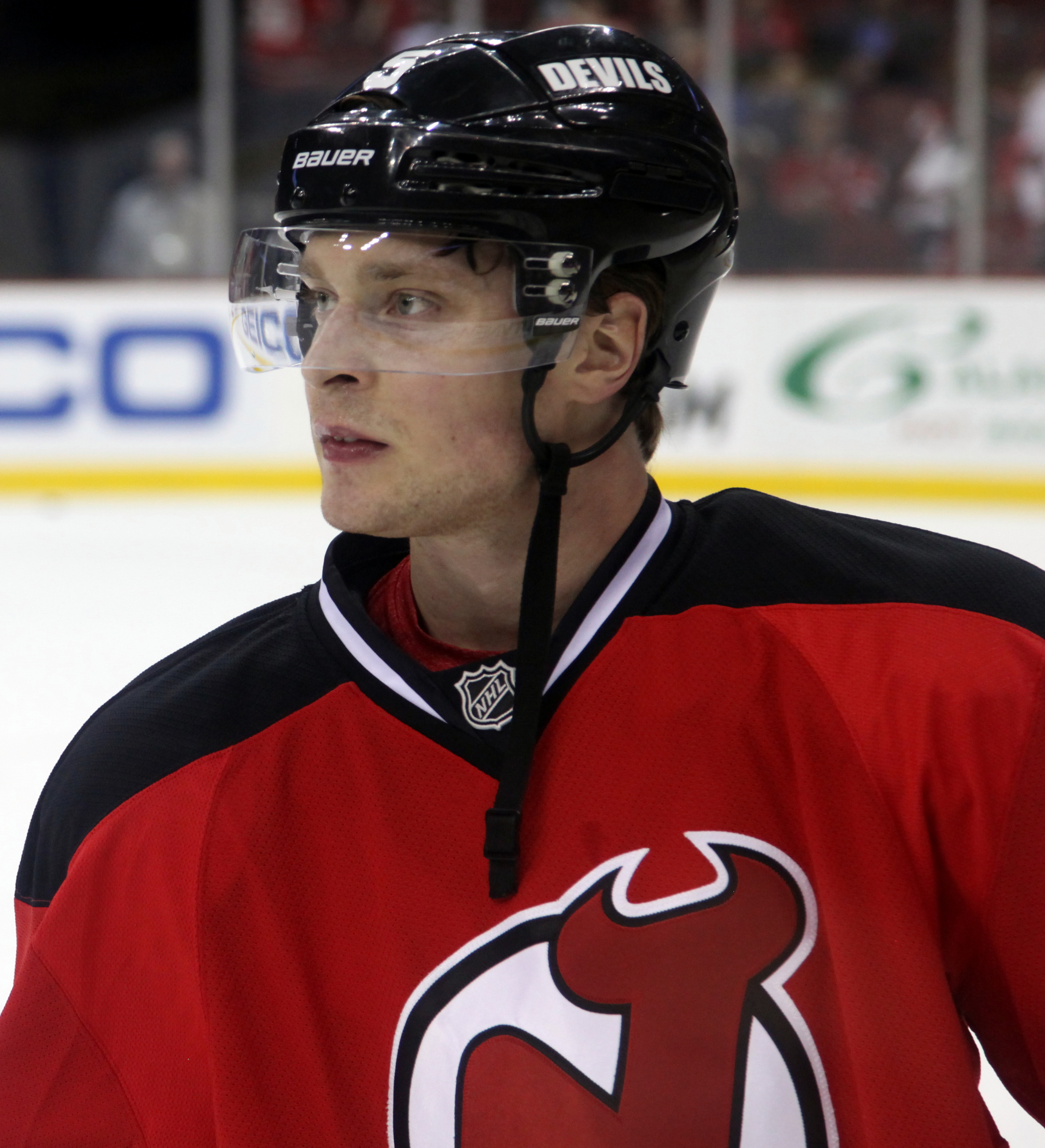
Adam Larsson.

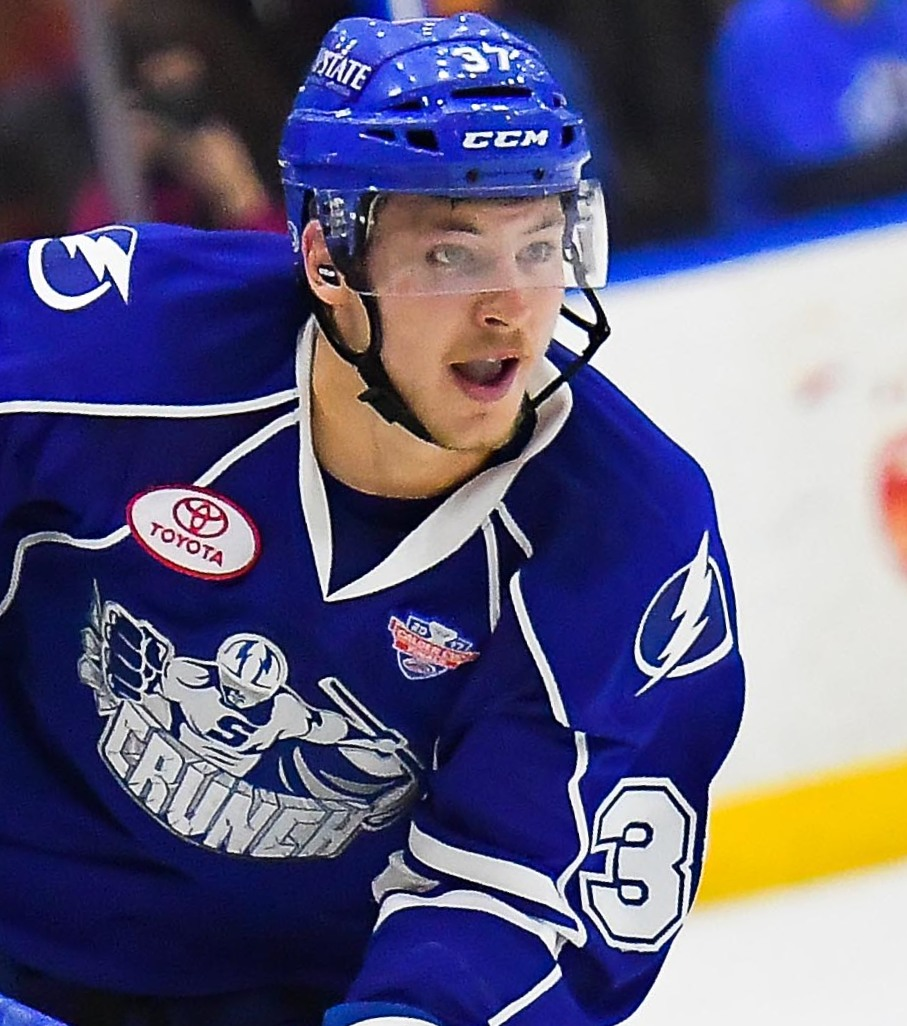
Yanni Gourde.

| Runda | Spelare          | Position       | Medlemsorganisation   |
| ----- | ---------------- | -------------- | --------------------- |
| 1.    | Jérémy Lauzon    | Back           | Boston Bruins         |
| 2.    | Will Borgen      | Back           | Buffalo Sabres        |
| 3.    | Dennis Cholowski | Back           | Detroit Red Wings     |
| 4.    | Chris Driedger   | Målvakt        | Florida Panthers      |
| 5.    | Cale Fleury      | Back           | Montreal Canadiens    |
| 6.    | Joey Daccord     | Målvakt        | Ottawa Senators       |
| 7.    | Yanni Gourde     | Center         | Tampa Bay Lightning   |
| 8.    | Jared McCann     | Vänsterforward | Toronto Maple Leafs   |
| 9.    | Morgan Geekie    | Center         | Carolina Hurricanes   |
| 10.   | Gavin Bayreuther | Back           | Columbus Blue Jackets |
| 11.   | Nathan Bastian   | Högerforward   | New Jersey Devils     |
| 12.   | Jordan Eberle    | Högerforward   | New York Islanders    |
| 13.   | Colin Blackwell  | Center         | New York Rangers      |
| 14.   | Carsen Twarynski | Vänsterforward | Philadelphia Flyers   |
| 15.   | Brandon Tanev    | Högerforward   | Pittsburgh Penguins   |
| 16.   | Vítek Vaněček    | Målvakt        | Washington Capitals   |
| 17.   | Tyler Pitlick    | Högerforward   | Arizona Coyotes       |
| 18.   | John Quenneville | Vänsterforward | Chicago Blackhawks    |
| 19.   | Joonas Donskoi   | Högerforward   | Colorado Avalanche    |
| 20.   | Jamie Oleksiak   | Back           | Dallas Stars          |
| 21.   | Carson Soucy     | Back           | Minnesota Wild        |
| 22.   | Calle Järnkrok   | Vänsterforward | Nashville Predators   |
| 23.   | Vince Dunn       | Back           | St. Louis Blues       |
| 24.   | Mason Appleton   | Högerforward   | Winnipeg Jets         |
| 25.   | Haydn Fleury     | Back           | Anaheim Ducks         |
| 26.   | Mark Giordano    | Back           | Calgary Flames        |
| 27.   | Adam Larsson     | Back           | Edmonton Oilers       |
| 28.   | Kurtis MacDermid | Back           | Los Angeles Kings     |
| 29.   | Alexander True   | Center         | San Jose Sharks       |
| 30.   | Kole Lind        | Högerforward   | Vancouver Canucks     |